# Tsavobracon atripennis
Tsavobracon atripennis är en stekelart som först beskrevs av Szepligeti 1906.  Tsavobracon atripennis ingår i släktet Tsavobracon och familjen bracksteklar. Inga underarter finns listade i Catalogue of Life.